# Марк (евангелист)
Марк (лат. Marcus, греч. Μάρκος) — согласно христианской традиции один из четверых евангелистов, автор Евангелия от Марка. Марк-евангелист включается в число апостолов от семидесяти и отождествляется с Марком-Иоанном, учеником апостола Петра; ему приписывается роль основателя александрийской церкви, позднее ставшей одним из важнейших епископских престолов. Предполагаемые мощи святого Марка были в 829 году вывезены из Александрии в Венецию, где для них был выстроен Собор Святого Марка; святой Марк считается покровителем этого города. Символом святого Марка является крылатый лев.

## Жизнеописание
Родился в Кирене, племянник (согласно другим переводам — двоюродный брат) апостола Варнавы (Кол. 4:10). По другой версии, евангелист Марк родился в Иерусалиме. Ещё юношей примкнул к общине последователей Иисуса Христа, став учеником апостола Петра. Дом матери Марка, Марии, в Иерусалиме служил местом молитвенных собраний, для многих верующих иерусалимлян и пристанищем для некоторых апостолов (Деян. 12:12).
Марк был учеником апостола Петра. В Первом послании Петра он упомянут как «Марк, сын мой» (1 Петра. 5:13). Упомянут и в Посланиях апостола Павла (Кол. 4:10; Флм. 1:23). По преданию, в ночь взятия Христа в Гефсиманском саду апостол Марк следовал за ним, завернувшись в плащ, и убежал от схвативших его воинов (Мк. 14:51—52).
Согласно преданиям, он основал Церковь в Египте, был первым епископом в Александрии, где положил начало христианскому училищу. Согласно житию Димитрия Ростовского, был епископом в Аполлониаде, такое название имели в древности несколько городов: в Сицилии, Иллирии, Фракии, на Халкидоне. С проповедью Евангелия путешествовал в Ливии, Нектополе, посетил внутренние области Африки. Посетил апостола Павла в Риме, где он находился в узах. По преданию, здесь апостол Марк написал Евангелие для уверовавших язычников. Древние церковные писатели свидетельствуют, что Евангелие от Марка является краткой записью проповеди и рассказов апостола Петра. Вернувшись в Александрию, Марк укреплял верующих, противодействуя язычникам, что возбудило их ненависть. Святой Марк, предвидя свой конец, поспешил оставить после себя преемников, епископа Ананию, которому он исцелил больную руку, и трёх пресвитеров. Вскоре язычники напали на него во время богослужения, избили его, проволокли по улицам города и бросили в темницу. Ночью ему явился Спаситель и воодушевил его. Наутро толпа язычников снова варварски повлекла апостола Марка в судилище, но по дороге святой евангелист скончался со словами: «В руце Твои, Господи, предаю дух мой». Было это 25 [23] апреля 68 года (по другой версии 63 года).

## Евангелие от Марка

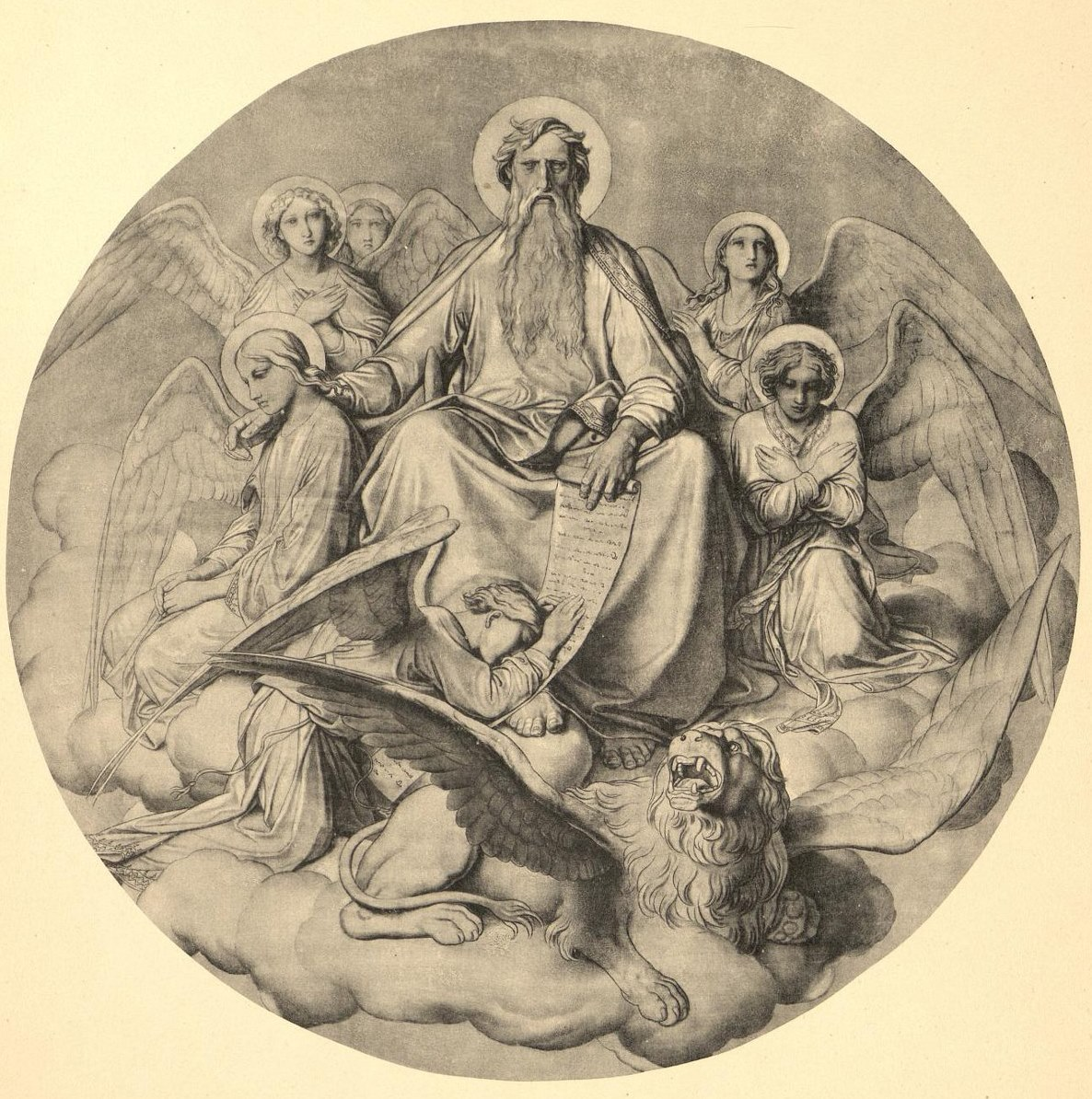
Ф. А. Бруни. «Евангелист Марк» (эскиз для Исаакиевского собора 1840-х годов)

Принадлежащее ему и носящее его имя Евангелие (второе в четвероевангелии) в древности единогласно признавалось подлинным и считалось воспроизведением того, что он слышал от апостола Петра, как своего учителя. По выражению блаженного Иеронима, «при составлении этого Евангелия Пётр рассказывал, Марк писал». Касательно происхождения Евангелия Марка новейшая критика выдвинула несколько теорий: по одной (Баур, Гильгенфельд) оно составляет переработку первоначальных отрывочных записей или документов, по другой (Де-Ветте, Блеек, Делич) — компиляцию Евангелий Матфея и Луки. Эти теории не выдерживают критики, так как первая основывается на неправильно понимаемом выражении Папия outaxei, а вторая идёт вразрез с преданием, что Евангелие от Марка написано раньше Евангелия от Луки. Самая живость, картинность и оригинальность повествования, составленного по своеобразному плану, говорит в пользу того, что Евангелие от Марка самобытно, а не плод позднейшей компиляции.
По версии, изложенной Свенцицкой, наоборот, Евангелие от Марка использовалось при написании Евангелий от Матфея и от Луки, взявших текст Марка за основу: «Исследователи новозаветных евангелий, отмечая сходство первых трёх, высказывают предположение, что Евангелие от Марка было самым ранним из них, а в евангелиях от Матфея и Луки был использован кроме Марка ещё какой-то источник, представляющий собой не связный рассказ о жизни Иисуса, а собрание его речений».
Евангелие от Марка по всем признакам было предназначено для христиан из язычников и особенно для римских христиан, как это видно из отсутствия ссылок на Ветхий Завет и вообще таких мест, которые были бы особенно интересны для иудеев, например, столь любимых иудеями генеалогий, указаний на значение Моисеева закона. Напротив, в Евангелии много таких пояснений, которые были совершенно излишни для иудеев, но необходимы для язычников (например, замечание об обычае евреев умывать руки перед едой — VII, 8 и 4). Указание на предназначение Христа для всего мира, а также замечание, что храм должен быть местом молитвы для всех народов (XI, 17), всё это ясно свидетельствует о том, что Евангелие предназначалось для новообращённых из язычников. Одной из центральных тем в Евангелии от Марка является тема силы Божией, Господь делает то, что людям невозможно. Апостол Марк часто останавливается на делах и словах Спасителя, в которых особенно проявляется его Божественное всемогущество. Местом написания Евангелия считается Александрия или Рим, чем и объясняются нередко употребляемые в нём латинские слова (legion, speculator и т. п.; V, 9; VI, 27).

## Собор Святого Марка в Венеции

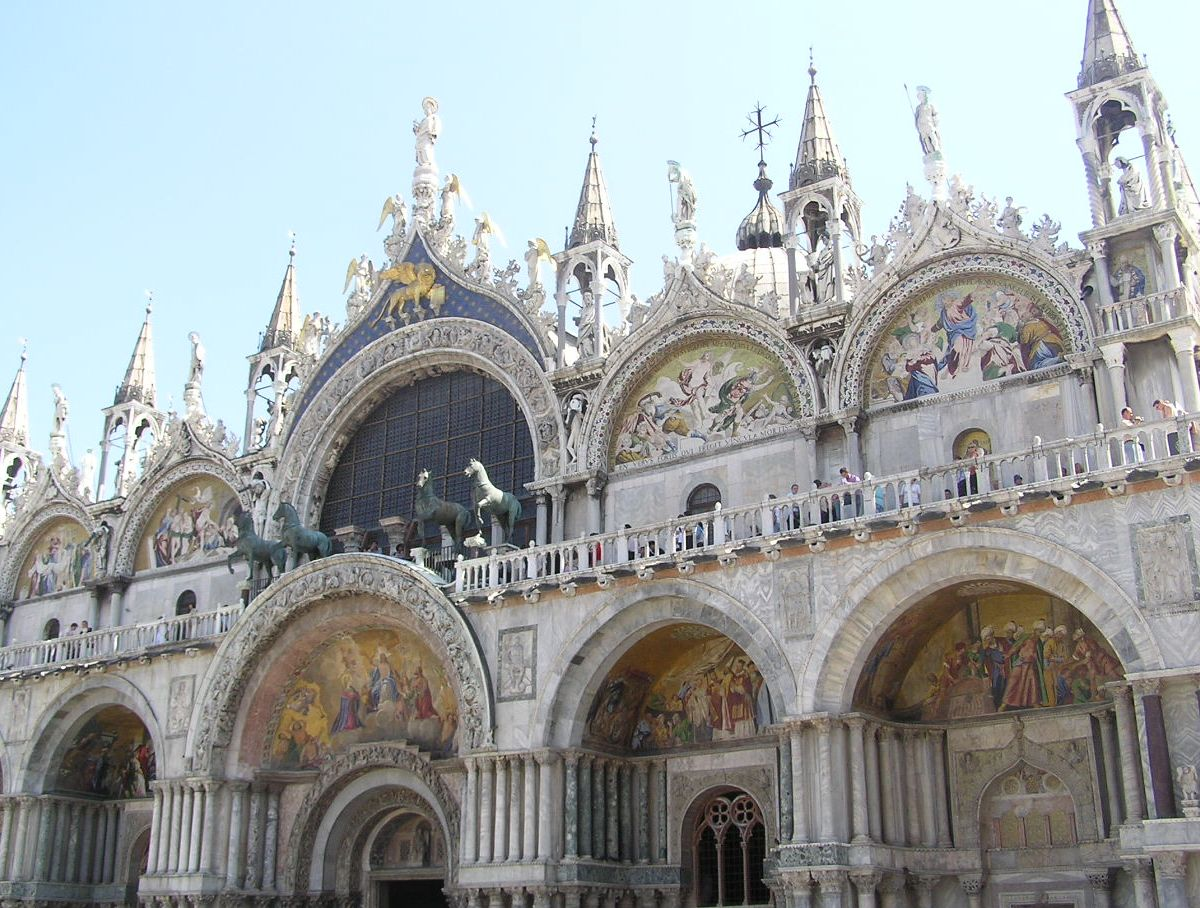
Собор Святого Марка в Венеции

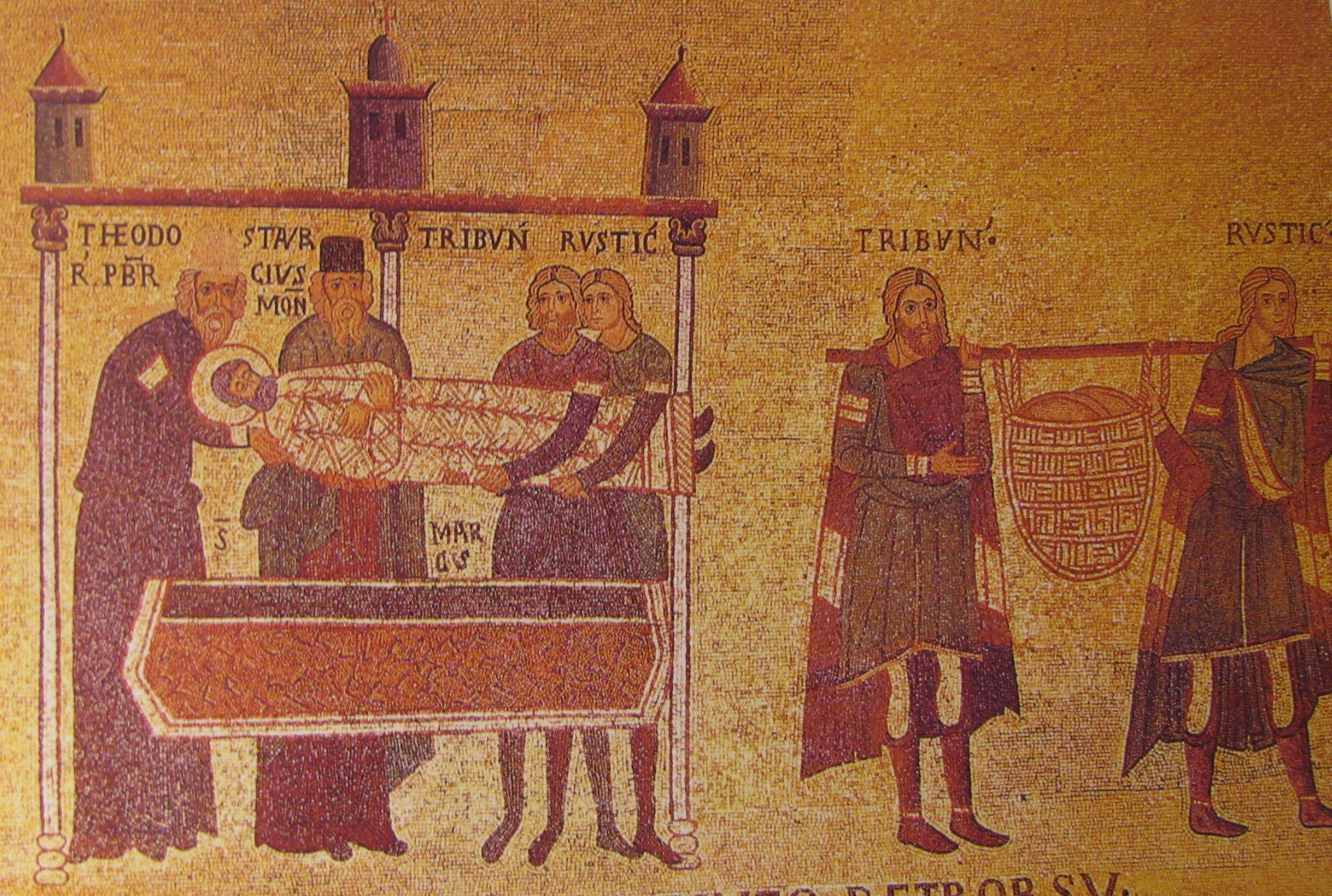
Похищение мощей апостола Марка из Александрии
(мозаика пресбитерия собора Сан Марко, XI век)

Базилика была построена для размещения мощей апостола Марка, которые 31 января 829 года были привезены из Александрии в Венецию. Мощи были привезены венецианскими купцами Буоно и Рустико, которые в 828 году, прибыв в Александрию, узнали, что мусульмане начали разрушение христианских храмов для возведения мечетей. Поскольку предание связывает проповедь христианства в городах Венецианской лагуны с апостолом Марком, то купцы решили спасти мощи святого от осквернения и привезти их в свой город. Чтобы перенести реликвию на корабль, торговцы прибегли к хитрости, тело евангелиста было положено в большую корзину и сверху покрыто свиными тушами, к которым не могли прикоснуться сарацины даже при таможенном досмотре. Для большей надёжности корзину спрятали в складках паруса одного из судов (событиям, связанным с перенесением мощей, посвящены мозаики пресбитерия и одной из люнет центрального фасада). После перенесения мощей в город, апостол Марк заменил святого Феодора в роли небесного покровителя Венеции, а символом города стал знак этого евангелиста — крылатый лев.
Строительство собора было начато дожем Джустиниано Партечипацио в 829 году, а завершено в 832 году его братом дожем Джованни Партечипацио. Строительство современной базилики было начато в 1063 году при доже Доменико Контарини. В 1071 году в ещё недостроенном соборе был возведён в должность дожа Доменико Сельво, при котором в 1071—1084 годах был начат первый цикл создания мозаичного убранства базилики. Освящение храма состоялось в 1094 году при доже Витале Фальере.

## Дни памяти, почитание и покровительство
- В православной церкви: 25 апреля (8 мая), 4 (17) января, в дни Собора Апостолов от семидесяти: 27 сентября (10 октября) и 30 октября (12 ноября).
- В католической церкви: 25 апреля.
  - 31 января в Венеции (день перенесения мощей)
- В протестантских церквях (евангелисты, англикане): 25 апреля.

В традиции Коптской церкви именуется «Боговидцем» (Theorimos).
Считается покровителем египетских христиан, города Венеции (Италия) и острова Райхенау (Германия), на котором хранится часть мощей апостола.